# Adecuación (lingüística)
La adecuación es la propiedad de los textos basada en el cumplimiento de ciertas normas y principios relacionados con el emisor, receptor, el tema y la situación, y que afecta a la estructura, pertinencia y comprensibilidad de un texto. Se puede decir que respecto a los destinatarios un texto puede ser apropiado o inapropiado, en relación con el tema, adecuado o inadecuado, y en cuanto a la situación, oportuno o inoportuno. Asimismo, la adecuación es una de las cuatro nociones estilísticas que forman parte de la retórica clásica, junto con la corrección, la claridad y la elegancia. En la lingüística textual, el concepto de adecuación fue establecido en los años setenta por M. A. K. Halliday.

## Conceptos ligados a la adecuación
Esta propiedad incluye conceptos como: relación texto-contexto, comunicación verbal y no-verbal, conocimientos enciclopédicos y marco, variación lingüística, voces del discurso, polifonía, punto de vista y empatía, presuposiciones e intertextualidad:
- Los conocimientos enciclopédicos se refieren a la cultura del receptor, le permiten interpretar la información, hacer predicciones o realizar inferencias. Marco es un concepto ligado al conocimiento convencional de una situación, por ejemplo la vista oral de un juicio.
- La variación lingüística tiene que ver con la diversidad lingüística, los dialectos geográficos (variedades diatópicas), los dialectos sociales o sociolectos (variedades diastráticas y las variedades diafásicas).
- La polifonía, es un fenómeno que se produce cuando el discurso incorpora varias voces. Por ejemplo, en un relato cuando autor y narrador no coinciden, o las voces de los personajes.
- El punto de vista y empatía, ponen de manifiesto la asociación del emisor con los posibles puntos de vista introducidos en el texto.
- La intertextualidad consiste en la inclusión de un texto dentro de otro o en la simple referencia que se hace a un texto. No solamente se da en las citas, también aparece en la parodia y en las reseñas. En estas para entender el mensaje el receptor debe acudir al texto parodiado o reseñado.

la adecuación es una propiedad del texto

## Adecuación en traductología
En la traductología existen opiniones controvertidas de la adecuación. Algunos lingüistas creen que es imposible obtener una adecuación en la traducción, ya que cada lengua tiene una estructura interna propia y única que no se puede transmitir mediante los recursos de otra lengua. Otro grupo de lingüistas consideran que la adecuación de la traducción siempre es posible porque cada lengua moderna y desarrollada tiene bastantes recursos para lograr esta adecuación. La solución de este problema depende de cómo se percibe el concepto de adecuación.
Como se sabe en la lengua distinguen el plano de expresión que contiene la forma fónica de las unidades lingüísticas y sus grafías, y el plano del contenido que contiene sus significados. Si tratamos al problema de la adecuación de modo absoluto, o sea como una correspondencia del texto de traducción al texto origen tanto en el plano del contenido, como en el plano de la expresión, de veras será imposible, porque en este caso dichos textos van a diferenciarse con su pronunciación y también con sus grafías.
Hay que constatar que en general el plano del contenido se considera más importante en la traducción, porque el objetivo principal de la traducción es la transmisión de cierto contenido semántico, y el plano expresivo se refiere a la parte formal de la traducción.
Según esta percepción la adecuación sí que es posible, aunque no siempre.
Entonces, la adecuación puede tener varios grados. El grado superior de la adecuación supone una coincidencia completa entre los contenidos semánticos, valores estilísticos y funcionales, así como estructuras internas y organizaciones gramaticales del texto origen y el texto meta. Si uno de estos componentes no se observa en la traducción (menos el componente del contenido), tendremos grados inferiores de la adecuación. Un ejemplo de la adecuación absoluta puede ser:
He is twenty years old. Ha venti anni. (italiano) Tiene veinte años.
Son muchos también los casos cuando la traducción adecuada se condiciona por un factor objetivo, por ejemplo a causa de la falta de los equivalentes de las palabras, que puede ser resultado de que estas palabras son por ejemplo realidades de cierta nacionalidad. En tales casos, por supuesto, no se tratará de la adecuación de la traducción.

## Adecuación tipológica
Según Simon Dik, la adecuación tipológica es la capacidad  de una teoría lingüística de explicar fenómenos lingüísticos en cualquier lengua natural; es decir, la capacidad de proporcionar gramáticas para lenguas de cualquier tipo. La adecuación tipológica es una de las tres normas básicas de adecuación formuladas dentro de la gramática funcional.